# Колонія Дігнідад (фільм)
«Колонія Дігнідад» (нім. Colonia Dignidad – Es gibt kein Zurück) — романтично-історичний трилер режисера Флоріана Галленбергера.

## Сюжет
Фільм заснований на реальних подіях. Стрічка розповідає про німецьку молоду пару, яка опиняється в епіцентрі військового перевороту в Чилі у 1973 році. Зображені події, що відбуваються в колонії «Дігнідад» — німецькому поселенні в Чилі, заснованому у 1961 році главою німецької секти Паулем Шефером, котре було перетворене таємною поліцією Чилі на політичну в'язницю, де відбувалися тортури і вбивства осіб, противників режиму Піночета.
Фільм вийшов на екрани Європи у вересні 2015 року, в США — у квітні 2016 року, прем'єра в Україні відбулася 31 березня 2016 року.

## У ролях
У головних ролях: Емма Вотсон, Даніель Брюль і Мікаель Ніквіст.